# Платонов, Николай Валерьевич
Никола́й Вале́рьевич Плато́нов (род. 1 февраля 1976, Москва) — российский топ-менеджер и дипломат. Полномочный представитель Российской Федерации при Всемирной торговой организации (ВТО).

## Биография
Окончил юридический факультет Государственной академии им. Маймонида (1998). Владеет английским и испанским языками.
В 2001—2005 годах — старший эксперт в Торговом представительстве России в США.
В 2005—2009 годах — заместитель начальника отдела Департамента торговых переговоров Минэкономразвития России.
В 2008—2010 годах — торговый советник Постоянного представительства России при Отделении ООН в Женеве.
В 2010 году — заместитель директора Департамента внешнеэкономических отношений ОАО АК «Транснефть».
В 2010—2013 годах — генеральный директор Каспийского трубопроводного консорциума.
В 2013—2015 годах — заместитель директора Департамента внешнеэкономических отношений ПАО «Транснефть».
В 2015—2021 годах — заместитель директора Департамента корпоративного управления ПАО «Транснефть».
В 2021—2024 годах — заместитель постоянного представителя России при Европейском союзе и Европейском сообществе по атомной энергии в Брюсселе.
С 1 марта 2024 года — постоянный представитель Российской Федерации при Всемирной торговой организации (ВТО) в Женеве.

## Награды
- Почётная грамота Правительства Российской Федерации (18 марта 2008) — за заслуги в содействии проведению социальной и экономической политики государства[3].

## Семья
Женат, имеет сына.